# Günter Hofé
Günter Hofé (Pseudonym: Bernd Elberger, * 17. März 1914 in Berlin; † 27. Dezember 1988 in Königs Wusterhausen) war ein deutscher Verlagsleiter und Schriftsteller.

## Leben
Günter Hofé war der Sohn eines Kunstschlossers. Er besuchte eine Oberrealschule, an der er 1934 die Reifeprüfung ablegte. Anschließend absolvierte er eine Lehre als Bankkaufmann bei der Deutschen Bank. Dort stieg er bis zum Direktionsassistenten auf, bildete sich weiter an der Bank-Hochschule in Berlin und arbeitete zeitweise in Großbritannien und Frankreich. Von 1936 bis 1938 durchlief er eine Offiziersausbildung bei der Wehrmacht. Am 24. November 1939 beantragte er die Aufnahme in die NSDAP und wurde zum 1. Dezember desselben Jahres aufgenommen (Mitgliedsnummer 7.311.783). Am Zweiten Weltkrieg nahm er als Reserveoffizier teil, zuletzt im Rang eines Hauptmanns. Eingesetzt war er u. a. während der Ardennenoffensive im Raum Rocherath-Krinkelt (unweit des sog. Hollerather Knies) als Kommandeur der I. Abteilung im Artillerie-Regiment der 277. Volksgrenadier-Division.
Nach Kriegsende arbeitete Hofé zunächst als Transportarbeiter, ab 1949 als Lehrer beim Volksbildungsamt im Ost-Berliner Bezirk Köpenick und an der dortigen Volkshochschule. Ab 1948 war er Mitglied der Blockpartei NDPD. Durch seine Mitarbeit im Kulturellen Beirat für das Verlagswesen der DDR gelangte er 1949 auf den Posten eines Cheflektors; 1950 wurde er Leiter des NDPD-eigenen Verlags der Nation. Ein Fernstudium an der Deutschen Akademie für Staats- und Rechtswissenschaft in Potsdam-Babelsberg schloss er 1954 mit dem Grad eines Diplom-Juristen ab. Von 1952 bis 1982 war Hofé Erster Stellvertretender Vorsteher des Leipziger Börsenvereins der Deutschen Buchhändler. Von 1953 bis 1963 war Hofé im Auftrag des sowjetischen Geheimdienstes KGB als Agent für die Organisation Gehlen bzw. den BND tätig. Ab 1956 führte ihn das Ministerium für Staatssicherheit (MfS) als offizielle Verbindung zur HA V/6, ab 1958 als inoffizielle Verbindung zur Hauptverwaltung A. 1963 wurde er während eines Besuchs der Frankfurter Buchmesse unter dem Verdacht der nachrichtendienstlichen Tätigkeit für das MfS und den KGB verhaftet und ein Jahr lang in Untersuchungshaft gehalten; es kam jedoch nicht zur Anklage, denn Hofé konnte im Rahmen eines großen Häftlingsaustauschs in die DDR zurückkehren. Mitarbeitern des MfS gegenüber hatte er angedeutet, dass ihm in der Vergangenheit das ZK der SED und das ZK der KPD Finanzierungsgeschäfte „im Rahmen der gesamtdeutschen Arbeit“ übertragen habe.
Günter Hofé wurde, nachdem er in den 1950er Jahren u. a. einen Band mit satirischen Essays und einen Rennfahrerroman veröffentlicht hatte, vor allem durch eine in der DDR viel gelesene Trilogie über den Zweiten Weltkrieg bekannt, die aus den Bänden Roter Schnee, Merci Kamerad und Schlußakkord besteht. Es handelt sich hierbei um dokumentarische Romane über Soldaten und Offiziere der Wehrmacht im Zweiten Weltkrieg. Hofés Bücher schildern den verbrecherischen Charakter der deutschen Kriegsführung und deuten anhand einzelner Protagonisten die Möglichkeit einer Wandlung an. 
Günter Hofé, der dem Schriftstellerverband der DDR und dem PEN-Zentrum der DDR angehörte, erhielt unter anderem 1962 die Verdienstmedaille der DDR, 1964 den Vaterländischen Verdienstorden in Silber, 1965 die Johannes-R.-Becher-Medaille in Gold, 1970 die Ernst-Moritz-Arndt-Medaille, 1973 den Orden "Banner der Arbeit", 1979 den Vaterländischen Verdienstorden in Gold sowie 1982 einen Nationalpreis der DDR III. Klasse für Kunst und Literatur.

## Werke
- Niersteiner Spätlese, Berlin 1954 (unter dem Namen Bernd Elberger)
- Rivalen am Steuer, Halle (Saale) 1957
- Roter Schnee, Berlin 1962
- Monolog in der Hölle, Berlin 1968
- Merci, Kamerad, Berlin 1970
- Schlußakkord, Berlin 1974
- Der dalmatinische Dolch, Berlin 1980
- Die Saufeder, Halle [u. a.] 1988
- Unser Dackel Max und andere satirische Geschichten, Schkeuditz 2000